# اچ‌ام‌اس استورک (ال۸۱)
اچ‌ام‌اس استورک (ال۸۱) (به انگلیسی: HMS Stork (L81)) یک کشتی بود که طول آن ۲۶۶ فوت (۸۱ متر) بود. این کشتی در سال ۱۹۳۶ ساخته شد.